# Лоун-Вулф (Оклахома)
Лоун-Вулф (англ. Lone Wolf) — місто (англ. town) в США, в окрузі Кайова штату Оклахома. Населення — 373 особи (2020).

## Географія
Лоун-Вулф розташований за координатами 34°59′26″ пн. ш. 99°14′44″ зх. д. / 34.99056° пн. ш. 99.24556° зх. д. (34.990419, -99.245662).  За даними Бюро перепису населення США в 2010 році місто мало площу 1,34 км², уся площа — суходіл.

### Клімат
| Клімат : Лоун-Вулф    | Клімат : Лоун-Вулф | Клімат : Лоун-Вулф | Клімат : Лоун-Вулф | Клімат : Лоун-Вулф | Клімат : Лоун-Вулф | Клімат : Лоун-Вулф | Клімат : Лоун-Вулф | Клімат : Лоун-Вулф | Клімат : Лоун-Вулф | Клімат : Лоун-Вулф | Клімат : Лоун-Вулф | Клімат : Лоун-Вулф | Клімат : Лоун-Вулф |
| Показник              | Січ.               | Лют.               | Бер.               | Квіт.              | Трав.              | Черв.              | Лип.               | Серп.              | Вер.               | Жовт.              | Лист.              | Груд.              | Рік                |
| Середній максимум, °C | 9,3                | 12,2               | 17,7               | 23,4               | 27,8               | 32,4               | 35,6               | 34,6               | 29,8               | 24,0               | 16,4               | 10,8               | 22,8               |
| Середній мінімум, °C  | −4,4               | −1,6               | 3,2                | 9,2                | 14,4               | 19,6               | 22,4               | 21,4               | 16,9               | 9,9                | 3,2                | −2,3               | 9,3                |
| Норма опадів, мм      | 20                 | 30                 | 43                 | 48                 | 112                | 94                 | 48                 | 61                 | 86                 | 69                 | 36                 | 23                 | 671                |
| --------------------- | ------------------ | ------------------ | ------------------ | ------------------ | ------------------ | ------------------ | ------------------ | ------------------ | ------------------ | ------------------ | ------------------ | ------------------ | ------------------ |
| Джерело: weather.com  |                    |                    |                    |                    |                    |                    |                    |                    |                    |                    |                    |                    |                    |

## Демографія
Згідно з переписом 2010 року, у місті мешкало 438 осіб у 191 домогосподарстві у складі 128 родин. Густота населення становила 327 осіб/км².  Було 253 помешкання (189/км²).
Расовий склад населення:
| - 92,7 % — білих - 2,7 % — корінних американців - 0,2 % — чорних або афроамериканців - 2,7 % — осіб інших рас |

До двох чи більше рас належало 1,6 %. Частка іспаномовних становила 6,4 % від усіх жителів.
За віковим діапазоном населення розподілялося таким чином: 22,4 % — особи молодші 18 років, 58,2 % — особи у віці 18—64 років, 19,4 % — особи у віці 65 років та старші. Медіана віку мешканця становила 43,0 року. На 100 осіб жіночої статі у місті припадало 99,1 чоловіків;  на 100 жінок у віці від 18 років та старших — 93,2 чоловіків також старших 18 років.
Середній дохід на одне домашнє господарство  становив 50 982 долари США (медіана — 39 432), а середній дохід на одну сім'ю — 62 395 доларів (медіана — 49 375). За межею бідності перебувало 10,9 % осіб, у тому числі 13,9 % дітей у віці до 18 років та 0,0 % осіб у віці 65 років та старших.
Цивільне працевлаштоване населення становило 187 осіб. Основні галузі зайнятості: освіта, охорона здоров'я та соціальна допомога — 23,5 %, роздрібна торгівля — 17,1 %, сільське господарство, лісництво, риболовля — 12,8 %, оптова торгівля — 9,6 %.